# Monastero Bormida
Monastero Bormida là một đô thị ở tỉnh Asti vùng Piedmont thuộc Ý, nằm ở vị trí cách khoảng 70 km về phía đông nam của Torino và khoảng 30 km về phía đông nam của Asti. Tại thời điểm ngày 31 tháng 12 năm 2004, đô thị này có dân số 978 người và diện tích là 14,1 km².
Monastero Bormida giáp các đô thị: Bistagno, Bubbio, Cassinasco, Denice, Loazzolo, Ponti, Roccaverano và Sessame.